# هسبرگر
هسبرگر (انگلیسی: Hesburger) شرکت رستوران‌داری فنلاندی است، که در سال ۱۹۶۶ تأسیس شد. 